# Lagena (anatomia)
Lagena, buteleczka (łac. lăgoenă) – narząd słuchu u ryb, płazów i gadów.
Lagena jest uchyłkiem brzusznym części woreczka błędnika. Ma butelkowaty kształt, w jej wewnętrznej ścianie występują skupienia komórek zmysłowych wrażliwych na dźwięki. Lagenie odpowiada ślimak u krokodyli, ptaków i ssaków.